# Marta González Piquero
González  Piquero est un nom espagnol. Le premier nom de famille, en général paternel, est González ; le second, en général maternel, souvent omis, est Piquero.
María Piquero, née le 29 juillet 1998  en espagne, est une joueuse internationale espagnole de rink hockey. 

## Palmarès
En 2016, elle participe au championnat du monde.